# Trigonobunus
Trigonobunus is een geslacht van hooiwagens uit de familie Podoctidae.
De wetenschappelijke naam Trigonobunus is voor het eerst geldig gepubliceerd door Loman in 1894. 

## Soorten
Trigonobunus is monotypisch en omvat slechts de volgende soort:
- Trigonobunus spinifer